# 林欲棟
林欲栋（16世紀—17世紀），字世隆（一字仕隆），號翀伯，福建泉州府晉江縣人，明朝政治人物。進士出身。

## 生平
正月二十六日生，治易经。万历二十二年甲午科鄉試第六名舉人，二十三年联捷乙未科會試第二十九名，廷試二甲第十八名进士，吏部觀政，本年十月授南京户部雲南司主事，二十四年八月丁母憂，二十六年接丁父憂，三十年正月復补户部河南司主事。转广东司员外郎，湖广司郎中、补浙江司郎中，擢四川参政。萬曆四十四年六月升湖广按察使，四十六年十月升江西右布政，进左布政使，天啓二年五月擔任南京光禄寺卿，五年正月考察去職。晋工部尚书。因病辭職歸鄉。卒年九十。

## 家族
曾祖林昭勉。祖林元阳。父林武苴，壬辰武進士、湖廣行都司佥書，萬曆二十六年提兵征猺，撫定叛夷数万人，披荆卧瘴，卒于軍中，贈官一级，尋加驃騎將軍，都指挥使，加贈鎮國將軍，晋阶奉國將軍。母周氏。重庆下。娶蕭氏。子長焻（林期昌，崇祯丁丑進士）、長燝、長煜。
從兄林清流（贡士、教授）、林欲厦（丙戌進士、見任江西参政）、林有祯、林欲甲、林喬拔（生员）、林喬㭿（丁酉舉人）、林日章、林肇符、林欲藩（武舉人）。從弟林欲廉、林肇金、林肇開、林欲相、林欲楠、林欲樟、欲高、欲楫、欲榜、欲亮、欲璜、欲楷。